# Michelangelo (1965)
El Michelangelo fue un transatlántico italiano construido en 1965 para la compañía naviera Italian Line en los astilleros Ansaldo, en Génova. Fue uno de los últimos barcos en ser construido principalmente para dar servicio en las rutas transatlánticas en el Atlántico norte. Tenía un barco gemelo, el Raffaello.